# Mary Beth Dunnichay
Mary Beth Dunnichay (Anderson, 25 de febrero de 1993) es una deportista estadounidense que compitió en saltos de plataforma. Ganó una medalla de plata en el Campeonato Mundial de Natación de 2009 y una medalla de bronce en los Juegos Panamericanos de 2007.

## Palmarés internacional
| Campeonato Mundial   | Campeonato Mundial      | Campeonato Mundial | Campeonato Mundial     |
| Año                  | Lugar                   | Medalla            | Prueba                 |
| -------------------- | ----------------------- | ------------------ | ---------------------- |
| 2009                 | Roma (Italia)           | Medalla de plata   | Plataforma 10 m sincro |
| Juegos Panamericanos |                         |                    |                        |
| Año                  | Lugar                   | Medalla            | Prueba                 |
| 2007                 | Río de Janeiro (Brasil) | Medalla de bronce  | Plataforma 10 m sincro |